# Hippotherium
Hippotherium Kaup, 1832 è un genere estinto di cavallo vissuto in Nordamerica, Asia, Europa ed Africa, nei periodi Miocene e Pliocene, circa 13.65 - 3.3 milioni di anni fa.
L'Hippotherium venne assegnato alla famiglia degli equidi nel 1833.

## Tassonomia
All'interno del genere sono state classificate cinque diverse specie:
- † Hippotherium primigenium von Meyer, 1829